# Ambulyx substrigilis
Ambulyx substrigilis is een vlinder uit de familie van de pijlstaarten (Sphingidae). De wetenschappelijke naam van de soort werd in 1847 gepubliceerd door John Obadiah Westwood.

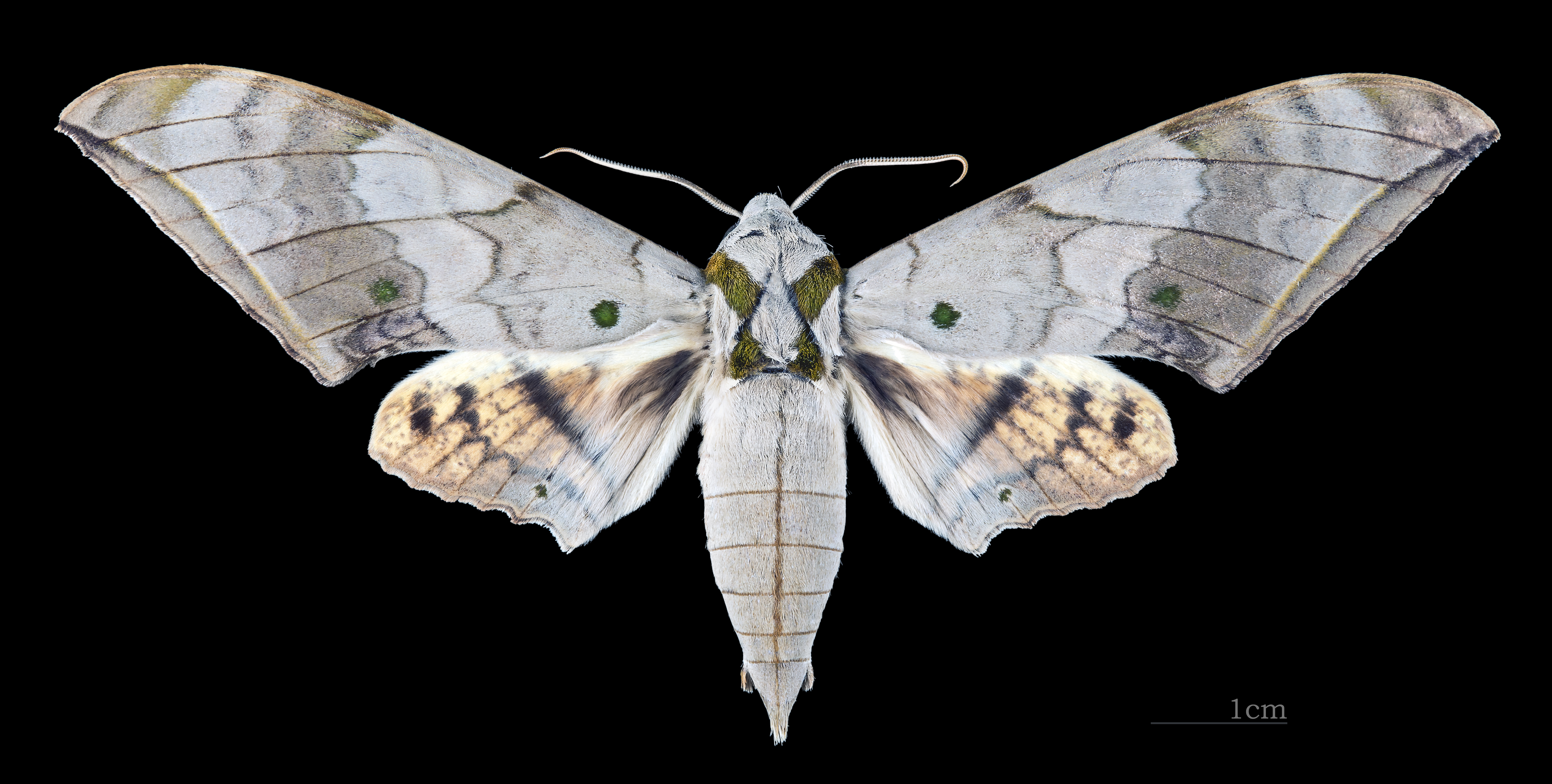
Ambulyx substrigilis ♂
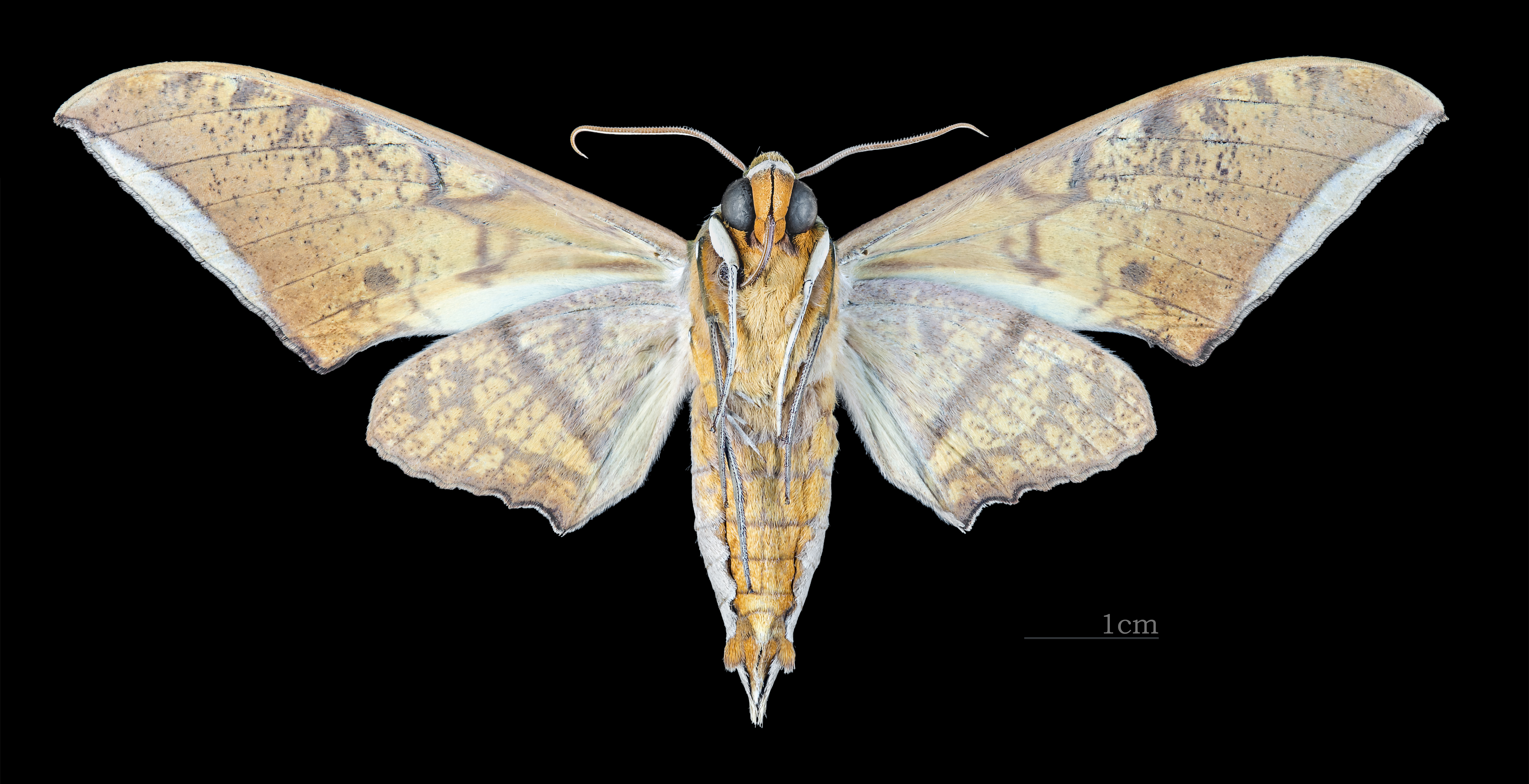
Ambulyx substrigilis ♂ △
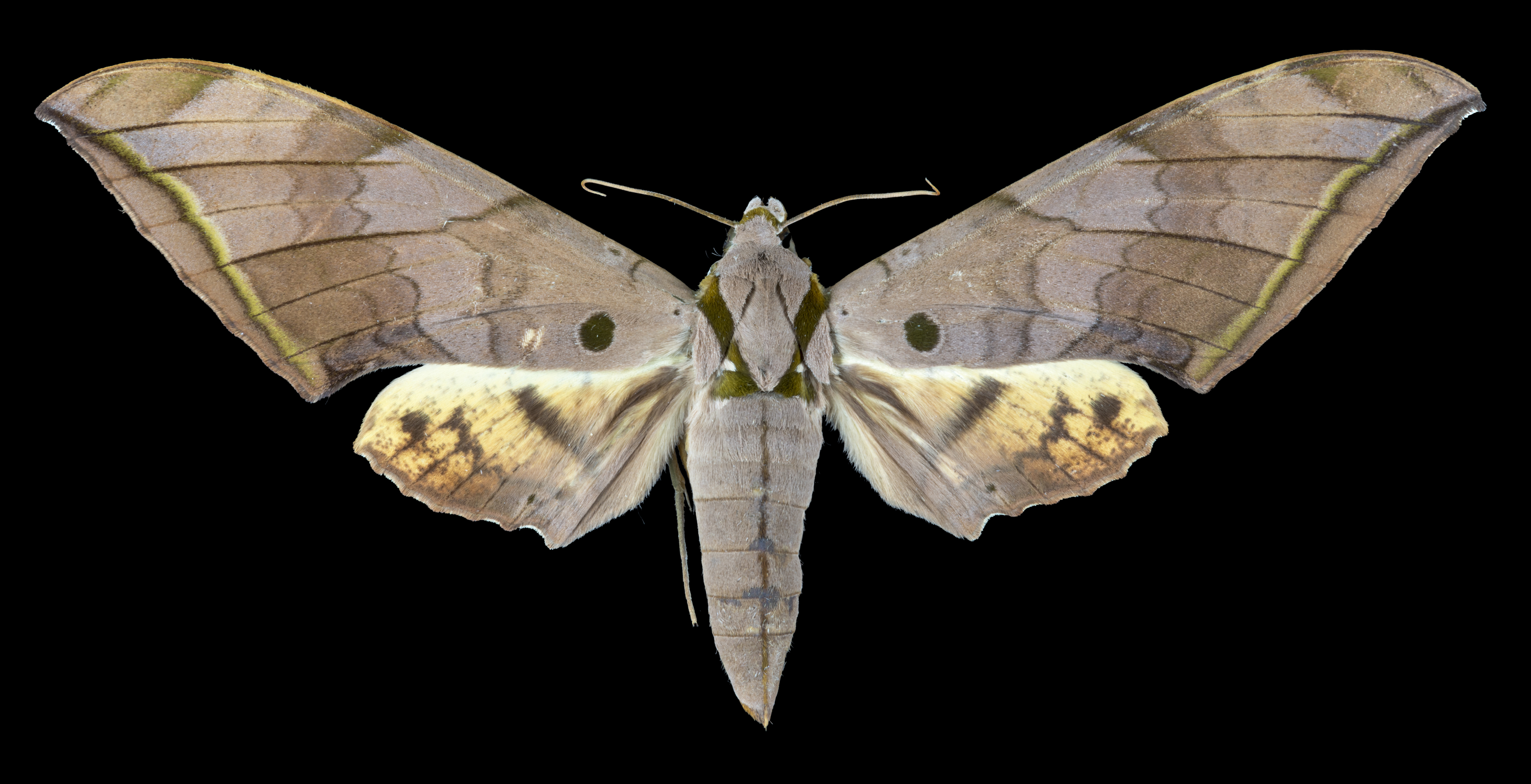
Ambulyx substrigilis ♀
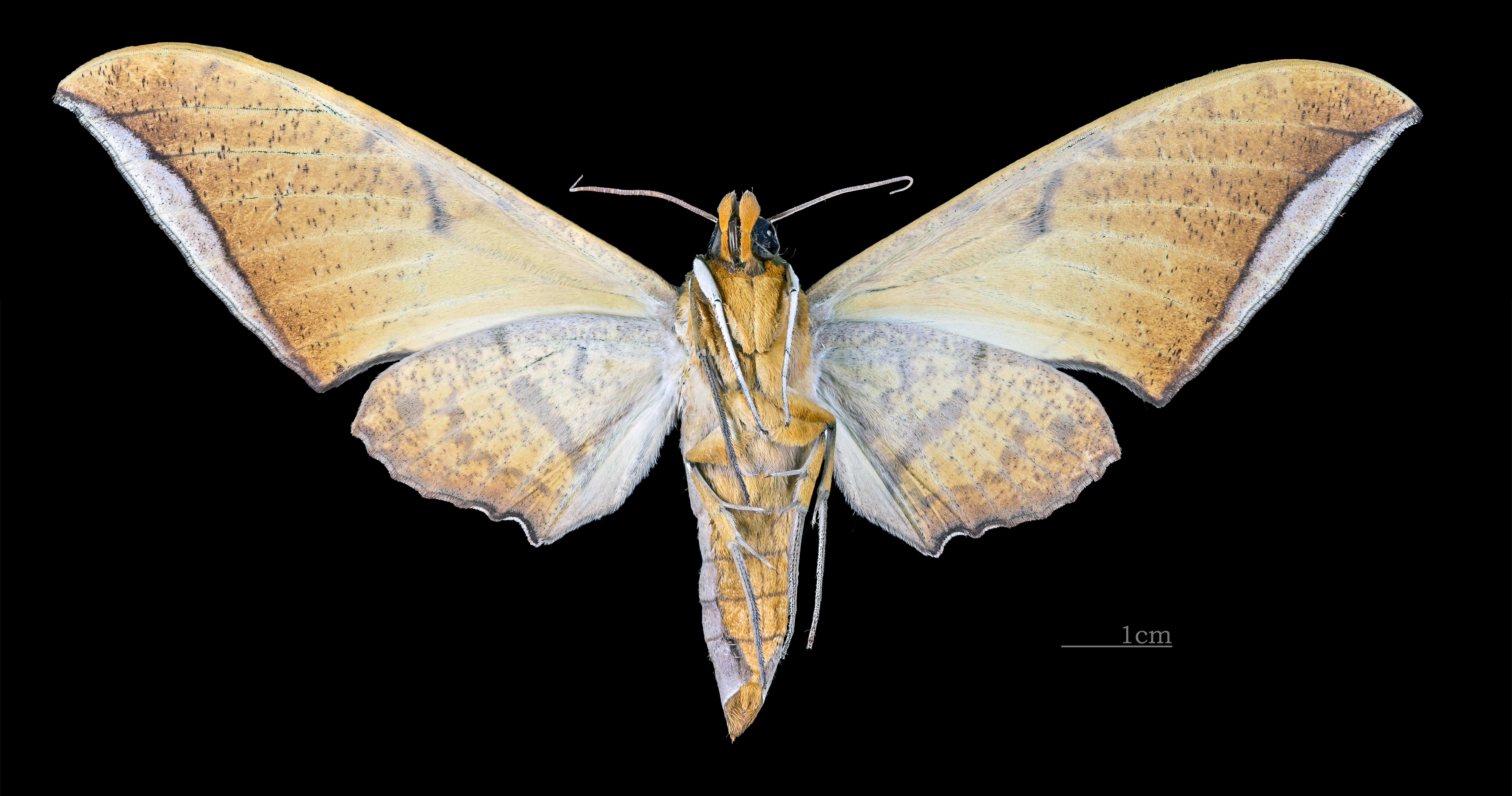
Ambulyx substrigilis  ♀ △